# Saison 4 d'Unforgettable
Chronologie
Saison 3
Cet article présente les treize épisodes de la quatrième saison de la série télévisée américaine Unforgettable.

## Synopsis
Une ancienne policière de Syracuse nommée Carrie Wells souffre d'hypermnésie, des conditions médicales rares qui lui donne la capacité de se souvenir de tout.
Elle se joint à une équipe d'enquêteurs de la police de New York et résoudre ces meurtres l'aide à retrouver la seule chose dont elle n'est pas capable de se rappeler, le décès de sa sœur aînée.
Dans la saison 4, l'énigmatique Carrie Wells (Poppy Montgomery) et sa mémoire parfaite sont de retour, accompagnée de Al Burns (Dylan Walsh) et l'équipe des crimes majeurs de la police de New York, ils travaillent sur la piste des criminels les plus infâmes de New York, y compris ravisseurs, barons de la drogue, flics véreux, et un cerveau infernal sur l'utilisation de la mémoire de Carrie à des fins abominables. Armée de sa capacité unique et soutenue par les gens en qui elle a le plus confiance, Carrie continue de travailler pour protéger les habitants de New York. Dans cette saison, Carrie ouvrira son passé alors qu'elle est confrontée à plusieurs cas de high stakes, chacun plus mémorables que les autres.
Les téléspectateurs peuvent s'attendre à rencontrer de nouveaux personnages avec l'arrivée de La La Anthony, Kathy Najimy et EJ Bonilla à la distribution régulière ainsi que des apparitions de Skeet Ulrich, Rachel Dratch et Ashanti.

## Distribution

### Acteurs principaux
- Poppy Montgomery (VF : Rafaèle Moutier) : Carrie Wells
- Dylan Walsh (VF : Philippe Valmont) : Al Burns
- James Hiroyuki Liao (VF : Olivier Chauvel) : Jay Lee
- E. J. Bonilla (VF : Valentin Merlet) : inspecteur Denny Padilla
- La La Anthony (VF : Stéphanie Lafforgue) : médecin légiste Delina Michaels
- Kathy Najimy (VF : Veronique Augereau) : Capitaine Sandra Russo (à partir de l'épisode 4)
- Dallas Roberts (VF : Tanguy Goasdoué) : Eliot Delson (épisodes 1 et 2)

### Acteurs récurrents et invités
- Skeet Ulrich : Eddie Martin (épisodes 1 et 6)
- Rachel Dratch : Rosie Webb (épisode 2)
- Ashanti : Stella (épisode 3)
- Vince Nappo : Phillipe Huet (épisode 4)
- Matthew Del Negro (VF : Damien Boisseau) : Hunter Ellis (épisode 5)
- Alysia Reiner : Joan Chen (épisode 8)
- Aaron Lazar (en) : Elon Musk (épisode 8)
- Will Blagrove : Robert « R-Dubbs » Wiggins (épisode 9)
- Gary Cole : inconnu (épisode 12)
- Bruce Davison : inconnu (épisode 13)

## Production
Le 6 février 2015, Sony conclut un accord avec la chaîne A&E pour une quatrième saison de treize épisodes.

### Casting
En mars et avril 2015, James Hiroyuki Liao a confirmé son retour pour la quatrième saison, Tawny Cypress (Cherie Rollins-Murray) et Jane Curtin (Dr Joanne Webster) ne seront pas présents alors que Dallas Roberts (Eliot Delson) apparaîtra dans deux épisodes. La série ayant été annulée par CBS, ils ont pu profiter de l'occasion pour trouver de nouveaux rôles ailleurs.
En mai 2015, de nouveaux acteurs rejoignent la distribution principale lors de la quatrième saison. E. J. Bonilla incarnera Denny Padilla, un nouveau membre de la division des affaires majeures et une étoile montante au sein de la police de New York. La La Anthony incarnera Delina Michaels, une brillante médecin légiste à qui tout réussit, sauf dans un domaine : l'amour. Kathy Najimy interprétera Rachel, une ancienne policière chic et intelligente qui devient dure lorsqu'il le faut mais qui a beaucoup d'ambitions afin d'être à la tête du service de la police de New York.
Pour la quatrième saison, Rachel Dratch apparaîtra le temps d'un épisode, alors que Skeet Ulrich reprend le rôle d'Eddie Martin, le mari de Carrie, introduit lors de la finale de la troisième saison.
En septembre 2015, l'acteur Will Blagrove apparaîtra le temps d'un épisode lors de l'épisode 10 de cette saison.
En septembre 2015, l'actrice et chanteuse Ashanti va apparaître le temps d'un épisode lors de la saison, dans l'épisode 3.
En novembre 2015, l'acteur Matthew Del Negro va apparaître le temps d'un épisode lors de cette saison.
En janvier 2016, l'acteur Bruce Davison apparaîtra le temps d'un épisode, dans l'épisode 13 de la saison, il y interprétera le rôle du docteur Edward Wythe, un homme mystérieux qui jouera un rôle des plus dangereux lors du dernier épisode de la saison 4.

### Tournage
Le tournage de la saison a débuté le 11 mai 2015[réf. souhaitée].

## Liste des épisodes

### Épisode 1:Le Visiteur inattendu
- États-Unis : 27 novembre 2015 sur A&E[13]
- Belgique : 26 janvier 2016 sur La Une[14]
- Suisse : 13 mars 2016 sur RTS Un
- France : 12 avril 2016 sur TF1

- États-Unis : 839 000 téléspectateurs[15] (première diffusion)
- France : 3,622 millions de téléspectateurs[16](première diffusion)

- Dallas Roberts (Eliot Delson)
- Skeet Ulrich (Eddie Martin)
- Casey Siemaszko (Lieutenant Greg Zartane)
- Michael Barra (Grendel)
- Robbie Tann (Austin)
- Sebastian Martinez (Cody)
- Carla Brandberg (Housekeeper)
- Joseph Tudisco (Saul)
- Phil Oddo (Détective)
- Cruz Rodriguez (Enfant de la fête d'anniversaire)

### Épisode 2:Témoin encombrant
- États-Unis : 27 novembre 2015 sur A&E[13]
- Belgique : 26 janvier 2016 sur La Une[14]
- Suisse : 20 mars 2016 sur RTS Un
- France : 19 avril 2016 sur TF1

- États-Unis : 706 000 téléspectateurs[15] (première diffusion)
- France : 5,058 millions de téléspectateurs[16](première diffusion)

- Dallas Roberts (Eliot Delson)
- Rachel Dratch (Rosie Weeb)
- Armando Riesco (en) (Zeke)
- Rob Morgan (Chef Tullen)
- Joe Tuttle (Officier Weaver)
- Jay Ward (John)
- Brenda Lee Perez (serveuse)
- Jeff Pucillo (Marvin Arcade)
- Dave Bachman (Jerry Hayes)

Lorsque deux gardes de sécurité privée sont abattus dans une chambre d'hôtel, la section des crimes graves découvre qu'ils protégeaient un témoin principal, Rosie Webb, ancienne adjointe exécutive de Barry Madden, un investisseur accusé d'avoir escroqué ses clients de 20 milliards de dollars en valeurs mobilières. Carrie et Al doivent livrer le témoin et sa personnalité dynamique à Miami où un tueur à gages est à leurs trousses.

### Épisode 3:Une note de trop
- États-Unis : 4 décembre 2015 sur A&E
- Belgique : 2 février 2016 sur La Une[14]
- Suisse : 20 mars 2016 sur RTS Un
- France : 19 avril 2016 sur TF1

- États-Unis : 921 000 téléspectateurs[17] (première diffusion)
- France : 4,271 millions de téléspectateurs[16](première diffusion)

- Ashanti (Stella)
- Barry Shabaka Henley (Leo Hackett)
- George Katt (Marko Vrioni)
- Duane McLaughlin (Raj)
- Angelline Chung (Trumpet Major)
- Simon Feil (Bernie Steinhardt)
- Dylan Prince (Second Chair Trumpet)

### Épisode 4:Atout charme
- États-Unis : 11 décembre 2015 sur A&E
- Belgique : 2 février 2016 sur La Une[14]
- Suisse : 27 mars 2016 sur RTS Un
- France : 19 avril 2016 sur TF1

- États-Unis : 941 000 téléspectateurs[18] (première diffusion)
- France : 3,038 millions de téléspectateurs[16](première diffusion)

- Vince Nappo (Phillipe Huet)
- Elisabeth Gray (Manette Huet)
- Michael Braun (Agent spécial Drew Miller)
- Karl Josef Co (Saru)
- Natalie Toro (Sonia)
- Pascal Yen-Pfister (Sommelier)

Carrie, Al et le reste de l'équipe enquêtent sur le meurtre d'un livreur lié à une organisation criminelle étrangère qui semble avoir la capacité de paralyser les marchés financiers du monde entier. Pendant ce temps-là, la nouvelle capitaine des crimes majeurs, Sandra Russo prend place à la suite du départ d'Eliot Delson. 

### Épisode 5:Une mise de trop
- États-Unis : 18 décembre 2015 sur A&E
- Belgique : 9 février 2016 sur La Une[14]
- Suisse : 27 mars 2016 sur RTS Un
- France : 26 avril 2016 sur TF1

- États-Unis : 1,014 million de téléspectateurs[19] (première diffusion)
- France : 4,689 millions de téléspectateurs[16](première diffusion)

- Matthew Del Negro (VF : Damien Boisseau) (Hunter Ellis)
- Ray Abruzzo (Shane McCloud)
- Tonya Glanz (Julie)
- Yvonna Kopacz Wright (Linden's Lawyer)
- Anthony Ordonez (Zach)
- David Michael Garry (Ganz)
- Shawn Andrew (Hulking Man)
- Lauren Martin (Pit Boss)

### Épisode 6:Le Prix d'un scoop
- États-Unis : 1er janvier 2016 sur A&E
- Belgique : 9 février 2016 sur La Une[14]
- Suisse : 3 avril 2016 sur RTS Un
- France : 26 avril 2016 sur TF1

- États-Unis : 736 000 téléspectateurs[20] (première diffusion)
- France : 4,090 millions de téléspectateurs[16](première diffusion)

- Skeet Ulrich (Eddie Martin)
- Daniel Eric Gold (Chris Kane)
- Aida Turturro (Fortune Teller)
- Kevin Kilner (Tom Noonan)
- Dominic Colón (Orlando Martinez)
- Nicholas Tucci (Bud Mayer)
- Kara Jackson (Rachel Parks)
- Leanne Agmon (Uma Fugard)
- Kenneth Maharaj (Clerk)

### Épisode 7:Mon fils a disparu
- États-Unis : 8 janvier 2016 sur A&E
- Belgique : 16 février 2016 sur La Une[14]
- Suisse : 3 avril 2016 sur RTS Un
- France : 3 mai 2016 sur TF1

- États-Unis : 609 000 téléspectateurs[21] (première diffusion)
- France : 5,088 millions de téléspectateurs[16](première diffusion)

- Maddie Corman (Gwen Allen)
- Stephen Barker Turner (Kenneth Allen)
- Frank Whaley (Jim Garrett)
- Marcia Haufrecht (Dorothy)
- Johnny Hopkins (Sean)
- Alexis Genya (Ilsa)
- Jackson Kaufman (Mason Allen)
- Haley Sanford (Ali)
- Clara Maranville (Maddy)

### Épisode 8:Enquête sur Mars
- États-Unis : 15 janvier 2016 sur A&E
- Belgique : 23 février 2016 sur La Une
- Suisse : 10 avril 2016 sur RTS Un
- France : 10 mai 2016 sur TF1

- États-Unis : 705 000 téléspectateurs[22] (première diffusion)
- France : 3,815 millions de téléspectateurs[16](première diffusion)

- Dawn-Lyen Gardner (Erica Campbell)
- Alysia Reiner (Joan Chen)
- Aaron Lazar (en)	(Elon Musk)
- Roxanne Day (Kristina Payne)
- Lauren Blumenfeld (DeeDee / Barista)
- Paul Pryce (Randy Rupert)
- Johnny Hopkins (Sean Dunn)
- Gianmarco Soresi (Mike Wilcox)
- Marc Chouen	(Young Dad)
- Kevin Anton (Crime Scene Detective)
- Lucas Hall (Simon Sheffield)

### Épisode 9:Tempête sur New York
- États-Unis : 15 janvier 2016 sur A&E
- Belgique : 23 février 2016 sur La Une
- Suisse : 10 avril 2016 sur RTS Un
- France : 10 mai 2016 sur TF1

- États-Unis : 652 000 téléspectateurs[22] (première diffusion)
- France : 4,580 millions de téléspectateurs[16](première diffusion)

- Michael Nathanson (en)
- Ben Bailey
- Jackie Debatin
- Brandon Micheal Hall
- Joe Lisi
- Will Blagrove (Robert 'R-Dubbs' Wiggins)
- Shevy Gutierrez (Uni Cop)
- Liam McNeill (John)
- Austin Michael Young (Fireman #1)
- Collin Meath (MC)

### Épisode 10:Tuer n'est pas jouer
- États-Unis : 22 janvier 2016 sur A&E
- Belgique : 1er mars 2016 sur La Une
- Suisse : 17 avril 2016 sur RTS Un
- France : 3 mai 2016 sur TF1

- États-Unis : 839 000 téléspectateurs[23] (première diffusion)
- France : 2,877 millions de téléspectateurs[16](première diffusion)

- Martin Donovan (William Houston)
- Susan Heyward
- Dave Quay
- Trevor Long (Foster Lee Nolan)
- Tara Westwood (Lisa Hexler)
- Jason Babinsky (Sam Rose)
- Kate Easton (Hannah Davis)
- Jay Hieron (Runner #78)
- Jenny Leona (Genevieve)
- Tod Rainey (Assassin)
- Raul Meruelo (Jason Rios)

### Épisode 11:L'homme aux deux visages
- États-Unis : 22 janvier 2016 sur A&E
- Belgique : 16 février 2016 sur La Une[14]
- Suisse : 17 avril 2016 sur RTS Un
- France : 3 mai 2016 sur TF1

- États-Unis : 662 000 téléspectateurs[23] (première diffusion)
- France : 4,390 millions de téléspectateurs[16](première diffusion)

- Graham Sibley (Gregory Chernov)
- Corey Parker Robinson (Clint)
- Brian Avers (Mel Davies)
- Juri Henley-Cohn (Kareem Hakimi)
- Donal Brophy (Hooligan #2)
- Fajer Al-Kaisi (Malik Hakimi)
- Forrest Weber (ESU Officer)
- Todd Detwiler (Demolition Worker)
- Jason Ng (Cab Driver)

### Épisode 12:Affaire non classée
- États-Unis : 22 janvier 2016 sur A&E
- Belgique : 1er mars 2016 sur La Une
- Suisse : 24 avril 2016 sur RTS Un
- France : 17 mai 2016 sur TF1

- États-Unis : 551 000 téléspectateurs[23] (première diffusion)
- France : 4,790 millions de téléspectateurs[24](première diffusion)

- Gary Cole (Clay Tendler)
- Heather Tom (Detective Shanna Coates)
- Liza Colón-Zayas (Laura Barton)
- Christopher Parker (Tommy Newton)
- Blake DeLong (Sammy Gavlak)
- James Augustus Lee (Artie)
- Sid O'Connell (Cyclops)
- José Báez	(Biker)
- Katie Groves (Monique)
- Patrick Gallo (Shane Barton)
- Norm Golden (Ralph)
- Justin R.G. Holcomb (Ethan Crowne)

### Épisode 13:Mémoire défaillante
- États-Unis : 22 janvier 2016 sur A&E
- Belgique : 8 mars 2016 sur La Une
- Suisse : 24 avril 2016 sur RTS Un
- France : 17 mai 2016 sur TF1

- États-Unis : 485 000 téléspectateurs[23] (première diffusion)
- France : 3,990 millions de téléspectateurs[24](première diffusion)

- Bruce Davison (Dr Edward Wythe)
- James Lorinz (Emmet Grinwis)
- Jack Koening (Brian Fenton)
- Judith Lightfoot-Clarke (Angela Condon)
- Miriam A. Hyman (Haley)
- Rik Alan Walter (Eli Condon)
- Chase Burnett (Uni)
- Glen Mac	(Peter Roach)
- Katie Groves (Monique)

La recherche d'un sniper déclenche des flashbacks qui interfèrent avec la mémoire parfaite de Carrie, l'équipe découvre une abominable conspiration qui engage des tueurs à gage. Pendant ce temps-là, Carrie essaye de se contrôler tout en continuant son travail malgré ce qu'il se passe.